# William Werner

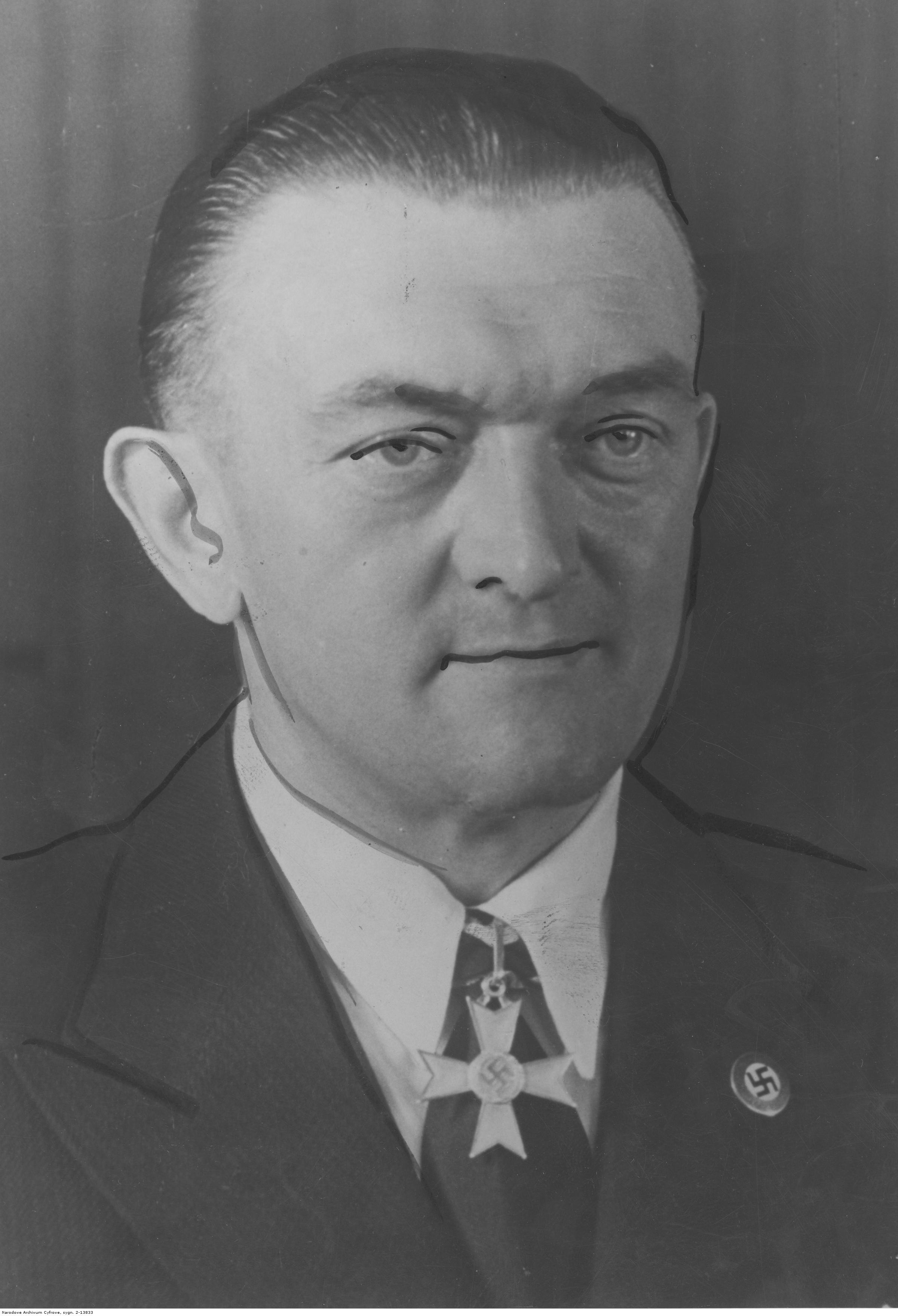
William Werner mit Ritterkreuz des Kriegsverdienstkreuzes

William Werner (* 7. November 1893 in New York City; † 20. Juni 1970 in Sempach) war ein deutscher Automobilmanager.

## Leben und Wirken
William Werner wurde in Manhattan/New York als Sohn des Bankkaufmanns Carl Arnold Werner (* 1868) und dessen Frau Marie geb. Haschert (* 1870) geboren. Seine Eltern wohnten ursprünglich in Oederan und waren 1892 nach Amerika ausgewandert. William hatte eine Schwester Gertrud (* 1897). 
1907 übersiedelte Werner nach Deutschland und nahm zunächst bei Wilhelm Tank in Berlin Anatomie- und Zeichenunterricht. 1912 begann er eine Lehre als Mechaniker und trat als Monteur in die mechanische Werkstatt der Niederlassung der amerikanischen Multigraph GmbH Berlin ein. Als amerikanischer Staatsbürger war er vom Kriegsdienst befreit. Nach einem Abendschulkurs von 1914 bis 1918 legte er die Ingenieurprüfung für Maschinenbau ab. 1919 heiratete er in Berlin-Wilmersdorf Margarete Kaminski (1896–1986). 
Von 1920 bis 1924 war er als Fertigungsingenieur bei führenden deutschen Maschinenbaubetrieben wie Bergmann-Borsig Berlin, Berliner AG vorm. Freund sowie Alfred H. Schütte Berlin tätig. 1924 war er als Betriebsdirektor bei der Werkzeugmaschinenfabrik Ludwig Loewe, Berlin und 1925 als Technischer Direktor bei der Schiess AG Düsseldorf angestellt. 
Werner unternahm 1926 eine Studienreise durch die USA, wo er bei verschiedenen Automobilherstellern, u. a. auch als Störungssucher bei Chrysler in Detroit arbeitete. 1926 fand er eine Anstellung bei den Horch-Werken in Zwickau, wo er 1927 zum Technischen Direktor und 1929 zum ordentlichen Vorstandsmitglied aufstieg. 1929 nahm er die deutsche Staatsangehörigkeit an. 
Bei der Gründung der Auto Union AG 1932 wurde Werner zum stellvertretenden Vorstandsmitglied für den Bereich Technik berufen. 1934 ersetzte er den ausgeschiedenen DKW-Gründer Jørgen Skafte Rasmussen im Vorstand. In dieser Stellung war er auch für das Rennprogramm zuständig. In den 1930er-Jahren gelang es den Auto- und Motorradrennfahrern der Auto Union, zahlreiche nationale und internationale Meisterschaften (darunter auch die Grand-Prix-Europameisterschaft 1936) zu gewinnen sowie mehrere Europa- und Weltrekorde aufzustellen. Unter der Führung von Richard Bruhn und William Werner entwickelte sich die Auto Union während des Zweiten Weltkriegs ab 1940 zu einem der führenden deutschen Rüstungskonzerne. Neben Personenkraftwagen, Motorrädern und Lastkraftwagen wurden auch Panzer- und Flugzeugmotoren sowie Flakgeschütze, Torpedos und Maschinengewehre hergestellt. Die etwa 47.000 Beschäftigten erwirtschafteten im letzten Geschäftsjahr 1943/1944 einen Umsatz von mehr als 700 Mio. Reichsmark.
Während der Zeit des Nationalsozialismus war Werner in zahlreichen Funktionen tätig. So war er Vorsitzender des Technischen Ausschusses der Wirtschaftsgruppe Fahrzeugindustrie (Berlin) und Mitglied im Reichsausschuss für Leistungssteigerung im Beirat des Generalbevollmächtigten für das Kraftfahrwesen (GBK) Generalleutnant Adolf von Schell. Auch war er  stellvertretender Vorsitzender des Industrierats beim Reichsmarschall Hermann Göring; dieser Ausschuss beriet und entschied alle Fragen der Luftwaffenfertigung (1941). Er wirkte zudem als Abteilungsleiter Motoren im Technischen Amt des Ministeriums für Bewaffnung und Munition unter Albert Speer und als Leiter der Bewirtschaftungsstelle für Fertigungseinrichtungen im Rüstungslieferamt im Ministerium Speer; zugleich war er Vertreter von Amtschef Walter Schieber (1942). Werner war Angehöriger des Rüstungsrats, Angehöriger des Rüstungsstabs (1942) sowie Angehöriger des Jägerstabs (1944). Außerdem war er Standartenführer im NSKK.
1945 floh Werner vor der anrückenden Roten Armee nach Bad Homburg und gründete in Oldenburg zusammen mit Gerhard Müller (1905–1970), dem ehemaligen Leiter des Auto-Union-Vorstandssekretariats, für das Gebiet der britischen Besatzungszone die „Zentraldepot für Auto Union Ersatzteile GmbH“ (nach dem Vorbild des „Zentraldepots“ in Ingolstadt für das Gebiet der amerikanischen Besatzungszone). 1948 richtete er in Rotterdam die Moped- und Motorradfabrik Pluvier N.V. (Marke „Berini“) ein und leitete diese auch eine Zeit lang, bevor er 1956 zum Geschäftsführer der 1949 in Ingolstadt neu gegründeten Auto Union GmbH in Düsseldorf berufen wurde. 1957 wurde er Vorstandsmitglied des Verbands der Automobilindustrie. 1958/1959 übernahm die Daimler-Benz AG die Auto Union, die Firmenleitung der Auto Union wurde 1961 von Düsseldorf nach Ingolstadt verlegt. Nach seinem Eintritt in den Ruhestand im Jahr 1962 wurde Werner 1963 Aufsichtsratsmitglied der Zweirad-Union in Nürnberg.

## Ehrungen
- Ernennung zum Wehrwirtschaftsführer
- Verleihung der Ehrendoktorwürde (Dr. Ing. E. h.) der Technischen Hochschule Dresden für seine Verdienste um die Modernisierung und Rationalisierung der Fertigung in der deutschen Kraftfahrzeugindustrie (1942)
- Auszeichnung mit dem Ritterkreuz des Kriegsverdienstkreuzes (1943)